# Dracaena cerasifera
Dracaena cerasifera är en sparrisväxtart som beskrevs av Henri Hua. Dracaena cerasifera ingår i släktet dracenor, och familjen sparrisväxter. Inga underarter finns listade i Catalogue of Life.